# گیاه‌پارچ بزرگ‌هموند
گیاه‌پارچ بزرگ‌هموند (نام علمی: Nepenthes macrovulgaris)، یک گونه از سرده گیاه‌پارچ‌ها است. نام گیاه از یونانی "macro-" «بزرگ» و لاتین vulgaris «هموند، معمول») گرفته شده است. این گیاه دشتی است که معمولاً در ارتفاعات ۳۰۰ تا ۱۲۰۰ متری در جنگل‌های زیرکوهی و جنگل‌های خزه‌ای رشد می‌کند. محدوده آن زیستگاه‌های فرامافیک است، از جمله کوه کینابالو، کوه تامبویوکان (Mount Tambuyukon)، دره دانوم (Danum Valley)، رشته کوه تاوای (Tawai Range)، رشته کوه ملائو (Meliau Range) و کوه سیلام (Mount Silam)، همه در صباح، بورنئو مالزی. پارچ‌ها به ارتفاع حدود ۲۵ سانتی‌متر رشد می‌کنند و رنگ آنها از سبز تا قهوه‌ای متغیر است که شکل خالدار آن رایج‌ترین است.

## طبقه‌بندی
گیاه‌پارچ بزرگ‌هموند نزدیکترین همبستگی با گیاه‌پارچ پشمالو و گیاه‌پارچ مویچه را داراست و ممکن است تشخیص از آنها دشوار باشد. گیاه‌شناسان متیو جب (Matthew Jebb) و مارتین چیک (Martin Cheek) پیشنهاد می‌کنند که گیاه‌پارچ بزرگ‌هموند نیز به گیاه‌پارچ فیلیپینی، یک گونه بومی پالاوان در فیلیپین مربوط می‌شود.
تفاوت‌های ریخت‌شناسی بین گیاه‌پارچ پشمالو، گیاه‌پارچ مویچه و گیاه‌پارچ بزرگ‌هموند (اشتاینر، ۲۰۰۲ پس از کلارک، ۱۹۹۷)
| گیاه‌پارچ بزرگ‌هموند | گیاه‌پارچ پشمالو                                                                      | گیاه‌پارچ مویچه                                                  |
| --- | ------------------------------------------------------------------------------------ | --------------------------------------------------------------- |
| برگ‌های چارتی ≤۳۰ سانتی‌متر، مستطیل تا خطی                                                                                    | برگها به شکل کوره‌ای ≤۲۰ سانتی‌متر، کانالی-اسپاتولیک یا بیضی شکل                       | برگهای کوره‌ای بدون ≤۲۸ سانتی‌متر، مایل شکل- مستطیل               |
| راس حاد تا مات | راس حاد یا گرد                                                                       | راس تیز-فرج، اغلب نابرابر                                       |
| پایه به صورت یک دمبرگ بالدار ضعیف می‌شود، بالها به سمت قاعده بازتر می‌شوند، ساقه به اندازه نصف قطر آن بسته می‌شود، بدون جریان. | پایه ضعیف می‌شود، غلاف پهن و نیمه آمپلکسی شکل جانبی را تشکیل می‌دهد                    | پایه ضعیف، آمپلکسیکول و اغلب جریان بر روی میانگره است           |
| رگه‌های طولی: ۲–۳ در هر طرف                                                                                                  | رگه‌های طولی برجسته نیستند                                                            | رگه‌های طولی: ۳ در هر طرف                                        |
| پارچ‌های بالغ و ساقه بدون کرک، کوزه‌های جوان با موهای کوتاه و نازک                                                            | ساقه به‌طور متراکم با موهای بلند قهوه‌ای پوشیده شده است، نه مانند موهای گیاه‌پارچ مویچه | ساقه بسیار متراکم با موهای خاکستری ارغوانی مانند پوشیده شده است |

## علم اشتقاق لغات
ترنبول و میدلتون، که این گونه را در سال ۱۹۸۸ توصیف کردند، توضیح می‌دهند که آنها لقب خاص بزرگ‌هموند (macrovulgaris) را انتخاب کردند:
... نشان دهنده یک گیاه نسبتاً بزرگ است و نشان می‌دهد که هیچ ویژگی واحدی این آرایه را از سایرین متمایز نمی‌کند. پسوند هموند (vulgaris) نشان نمی‌دهد که این گونه مشترک (common) یا معمولی (ordinary) است. برعکس، کاملاً چشمگیر است. این نام ترکیبی نامنظم از یونانی و لاتین است. این نام در مزرعه برای شناسایی مواد زنده‌ای که بین تولیدکنندگان توزیع می‌شد استفاده می‌شود و این نام غیررسمی اکنون معمولاً توسط مجموعه‌داران استفاده می‌شود. ما احساس می‌کنیم که تغییر نام در حال حاضر باعث ایجاد سردرگمی غیرضروری می‌شود.

## دورگه‌های طبیعی
گیاه‌پارچ یقه‌سفید × گیاه‌پارچ بزرگ‌هموند
گیاه‌پارچ بزرگ‌هموند × گیاه‌پارچ راجا
گیاه‌پارچ بزرگ‌هموند × گیاه‌پارچ رینوارت
گیاه‌پارچ بزرگ‌هموند × گیاه‌پارچ شاخک‌دار